# Castillo de Talcy

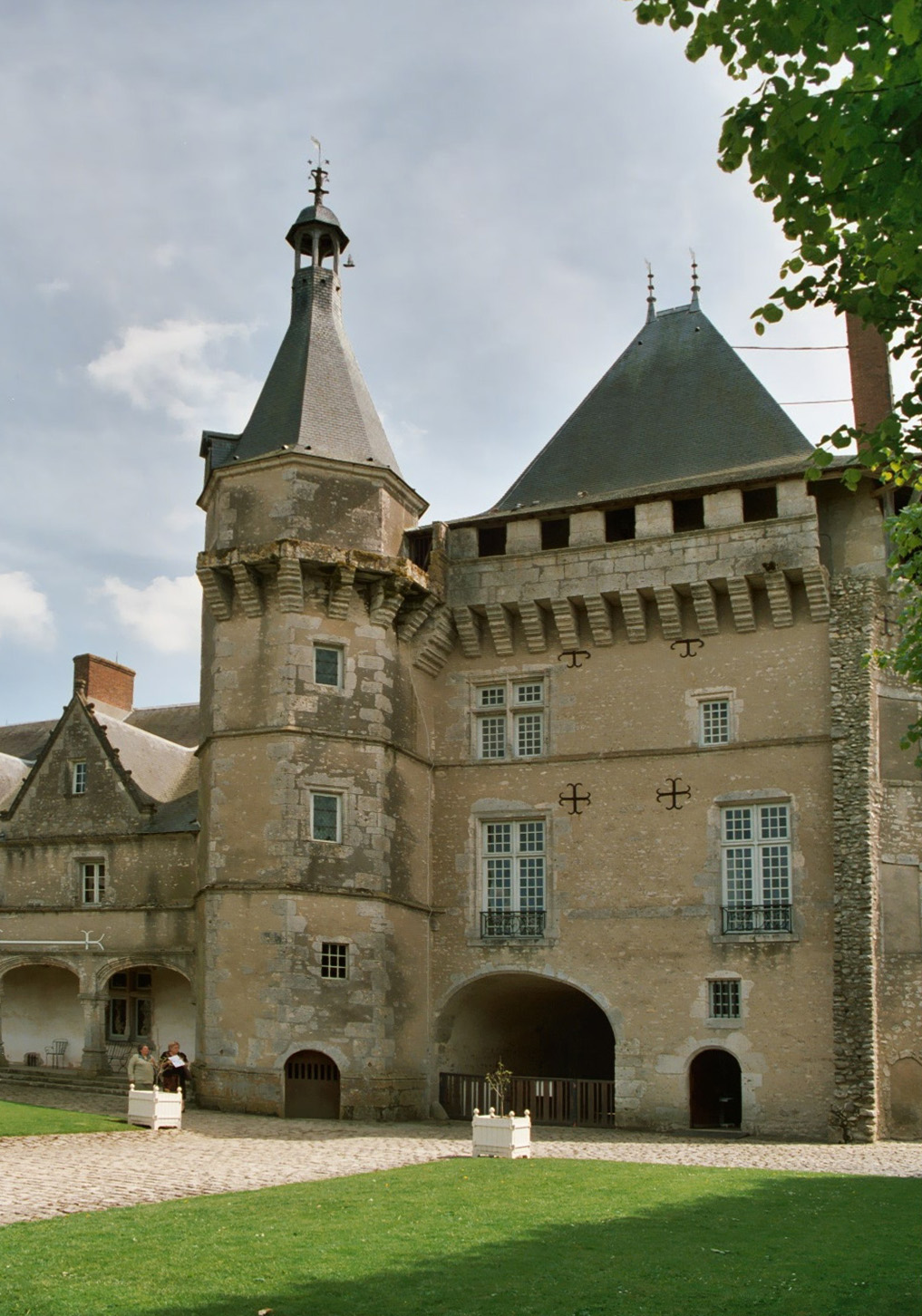
El castillo.

El castillo de Talcy (en francés: Château de Talcy), es un château renacentista de Francia situado en la población del mismo nombre en el Valle del Loira. En 1932 el castillo fue vendido al Estado, a condición de que el interior se conservara intacto.

## Historia
El castillo fue reconstruido a partir de 1520 por un banquero italiano, Benard Salviati, quien comenzó a darle el aspecto que actualmente ostenta.
El poema de Pierre de Ronsard, Mignonne, allons voir si la rose, está inspirado en el idilio entre él y Cassandre, hija de Salviati.
Durante las guerras de religión, el poeta Théodore Agrippa d'Aubigné, protestante, se refugia en el castillo y se enamora de Diane Salviati, nieta de Bernard Salviati, aunque ella lo rechaza, Agrippa d'Aubigné hace referencia al castillo en algunos versos de su obra Tragiques.
En 1638, Isabelle Salviati extiende el ala este. El interior fue fuertemente renovado por la familia Burgeat durante el siglo XVIII. La propiedad fue adquirida por Élisabeth Gastebois y atraviesa la Revolución francesa sin grandes incidencias.